# Kirillovkij rajon

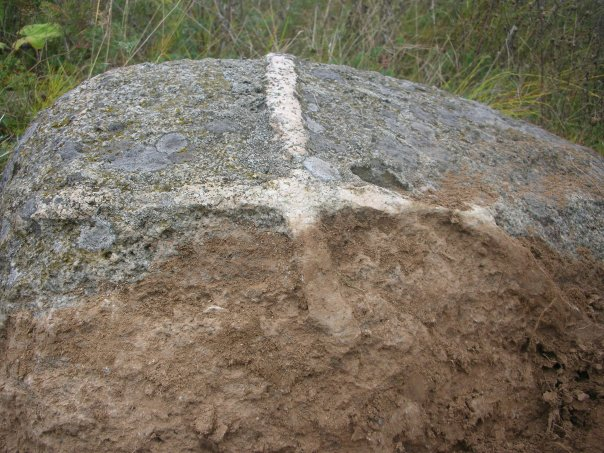
Una pietra con una croce kosmopoisk-Vologda a Sandyrevo

Il Kirillovkij rajon (in russo Кирилловский район?) è un rajon dell'Oblast' di Vologda, nella Russia europea; il capoluogo è Kirillov. Istituito il 1º agosto 1927, ricopre una superficie di 5.400 chilometri quadrati ed ospita una popolazione di circa 17.000 abitanti. 

## Geografia
Il distretto di Kirillovskij rajon è caratterizzato da un paesaggio prevalentemente rurale e naturale, con numerosi laghi e fiumi che attraversano la regione. Uno dei punti più importanti dal punto di vista geografico è il Lago Siverskoe, un grande specchio d'acqua che si trova vicino alla città di Kirillov, il centro amministrativo del distretto.
La regione fa parte della Riserva Naturale Statale di Kirillo-Belozersk, che è un'area protetta con una ricca biodiversità e foreste che ospitano numerose specie di flora e fauna tipiche della Russia settentrionale. Le foreste sono prevalentemente composte da conifere e betulle, e la regione è popolata da animali come alci, cervi, volpi e numerose specie di uccelli.

## Storia
Kirillovskij Rajon è noto soprattutto per il suo significato storico e culturale, legato principalmente al Monastero di Kirillo-Belozerskij. Questo monastero, fondato nel 1397 da San Cirillo di Beloozero, è uno dei più antichi e importanti della Russia. Durante il periodo medievale, il monastero divenne un centro religioso, politico e culturale di grande rilevanza, nonché un punto strategico per la difesa della regione.
Il Monastero di Kirilo-Belozerskij è stato per secoli uno dei monasteri più influenti del nord della Russia, e oggi è uno dei maggiori punti di attrazione turistica del distretto. È famoso per la sua architettura medievale, le sue antiche fortificazioni e la sua ricca collezione di arte religiosa e icone ortodosse. È stato anche un luogo di pellegrinaggio e spiritualità per secoli, ed è ora un museo storico e culturale, visitato da migliaia di turisti ogni anno.

## Economia
L'economia del Kirillovskij Rajon è prevalentemente agricola e basata sulle risorse naturali della regione. L'agricoltura, la silvicoltura e la pesca sono le principali attività economiche del distretto. Inoltre, il turismo sta diventando sempre più importante grazie alla presenza del monastero e alla bellezza naturale della zona, che attira amanti della natura, escursionisti e pellegrini.

## Società
La vita nel distretto è tranquilla e strettamente legata alle tradizioni russe del nord. Molte delle piccole comunità locali vivono in modo semplice, conservando usanze e pratiche che risalgono a secoli fa. Le festività religiose ortodosse sono particolarmente sentite e costituiscono momenti di unione per la popolazione.

## Turismo
Oltre al Monastero di Kirillo-Belozerskij, la regione offre molte altre attrazioni turistiche. Tra queste vi sono i Lago Bianco e il canale di Volga-Baltico, che rappresentano interessanti destinazioni per chi ama gli sport acquatici o vuole scoprire la bellezza incontaminata della Russia settentrionale. Inoltre, il distretto offre opportunità per il trekking, la pesca e il campeggio, grazie alla sua natura selvaggia e relativamente poco sviluppata.